# Марсель-Сен-Ламбер
Марсе́ль-Сен-Ламбе́р (фр. Marseille-Saint-Lambert) — кантон во Франции, находится в регионе Прованс — Альпы — Лазурный Берег, департамент Буш-дю-Рон. Входит в состав округа Марсель.
Код INSEE кантона — 1337. В кантон Марсель-Сен-Ламбер входит часть коммуны Марсель.
Население кантона на 2008 год составляло 26 461 человек.

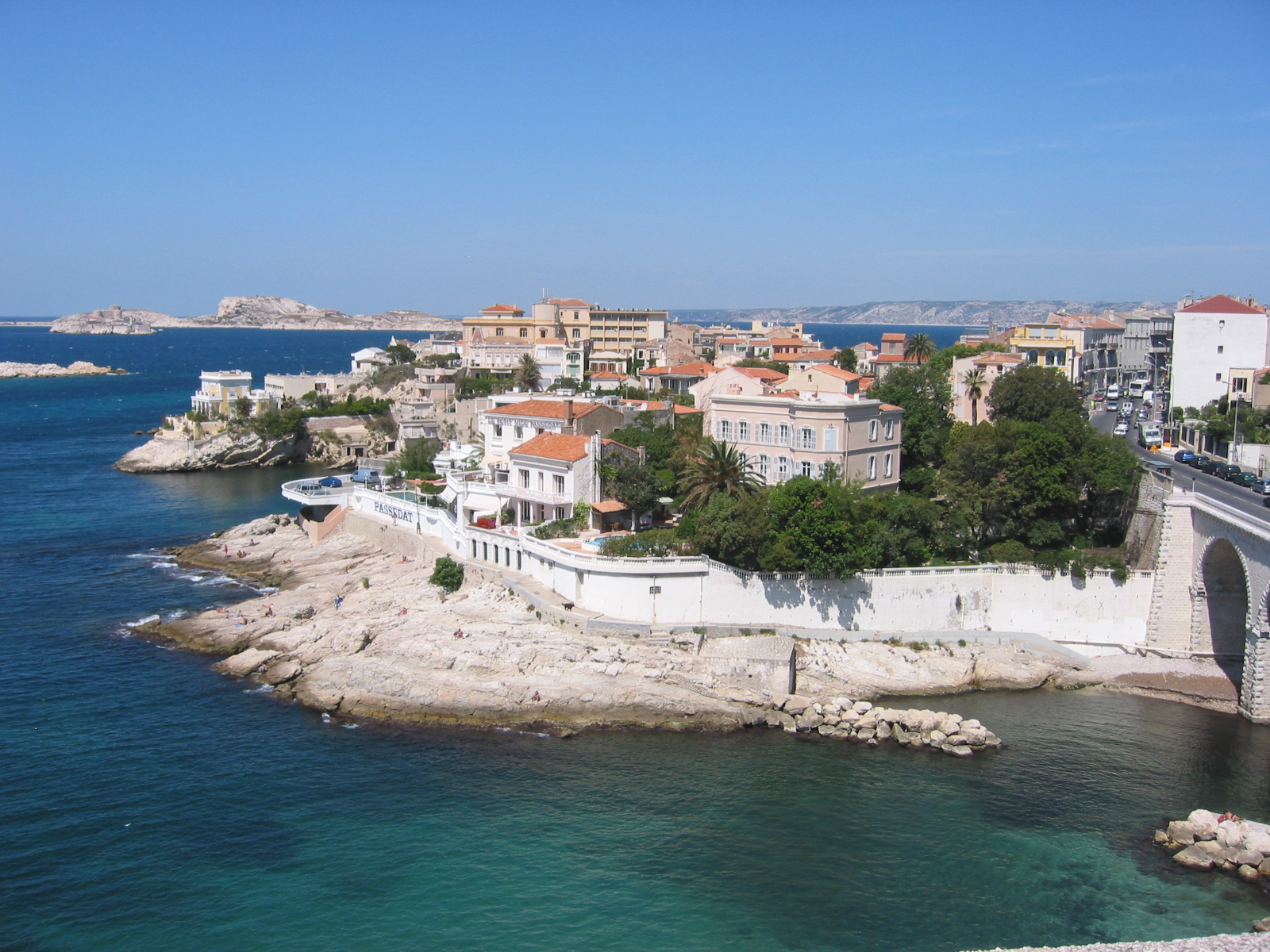
Ла-Корниш
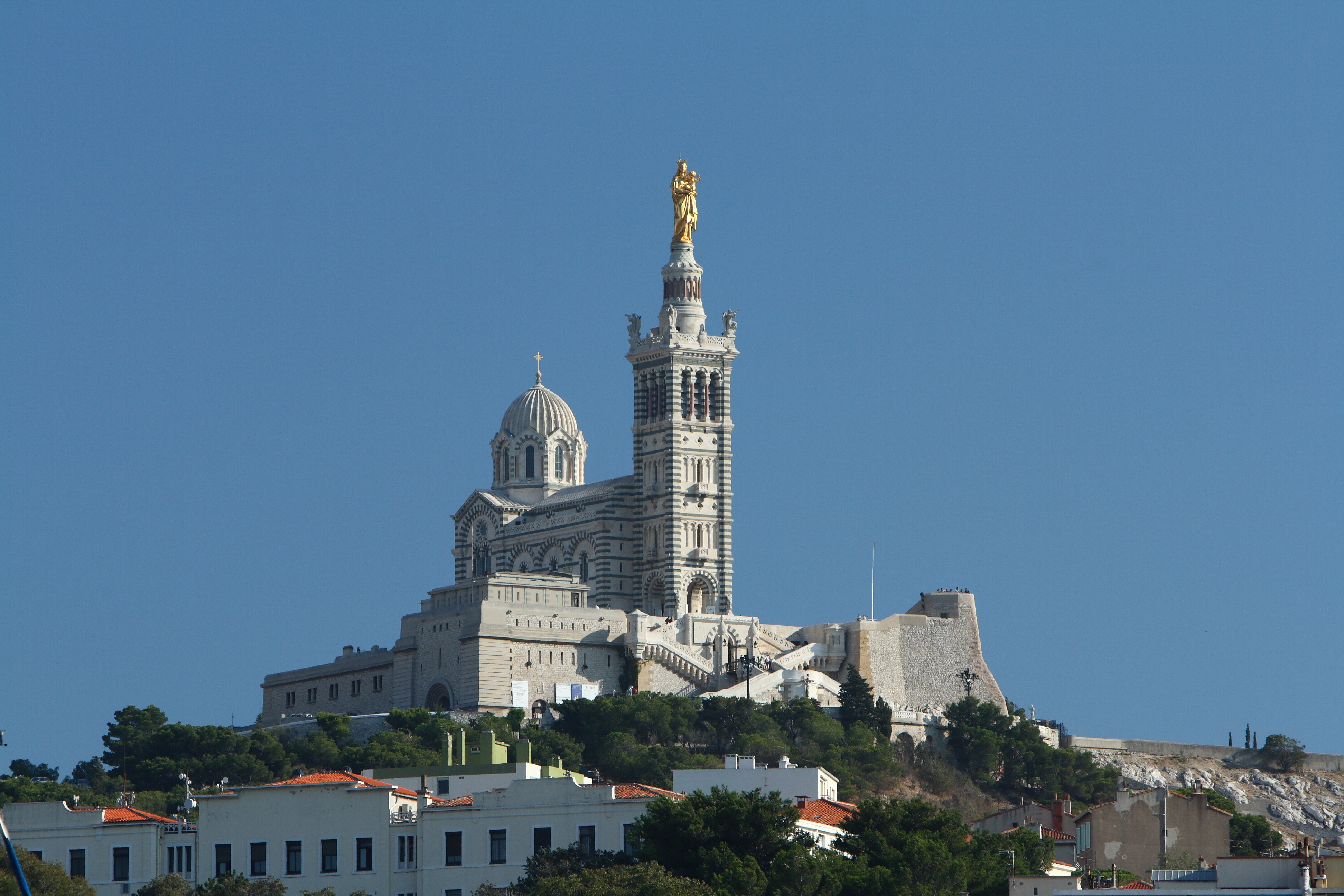
Собор Нотр-Дам-де-ла-Гард